# Vykání
Vykání je oslovování jedné osoby pomocí množného čísla (tj. užívání tvaru pro 2. osobu množného čísla v příslušném rodě místo tvaru pro 2. osobu jednotného čísla, v některých jazycích, např. v němčině a archaické češtině se užívá 3. osoba množného čísla, tzv. onikání), čímž se dané osobě prokazuje úcta. Vykání neznámým osobám se v češtině považuje za zdvořilé, tykání neznámé osobě naopak za urážlivé. Vykání nelze automaticky považovat za projev úcty, pouze za zdvořilost.

## Historický původ vykání
Vykání vzniklo jako následek nepochopení formy vlády pozdních římských císařů. Římským císařům se až do konce 3. století n. l. tykalo, protože latina oslovení množným číslem vůči jedné osobě ani neznala. Na sklonku Římského císařství byla za císaře Diocletiana zavedena Diarchie, spoluvláda dvou císařů, kterou zakrátko nahradila Tetrarchie se čtyřmi vládci, mezi něž byla rozdělena vláda nad jednotlivými provinciemi. Ačkoliv moc byla mezi císaře spíše rozdělena, než aby byla sdílena, pro zachování prestiže impéria a zdání jeho jednoty tetrarchové navenek vystupovali jako císařské kolegium s jednotnou vůlí. Byli proto i v záležitostech týkajících se jen jednoho člena oslovováni jako celek, aby se zdůraznila (ne vždy skutečná) jednota vlády a vůle všech spoluvládců (patrimonium indivisum). Nepochopením tohoto principu v raném středověku vznikl tzv. majestátní plurál, kdy vykání bylo přeneseno na první křesťanské vladaře, kteří už ovšem vládli sami. Mezi prvními o sobě v množném čísle referoval papež Řehoř I. Veliký (590–604).

## Tykání avykání vrůzných jazycích
V češtině se vykání vyvíjelo od 15. století. V mnoha jazycích, např. ve finštině, sice vykání existovalo, ale již se téměř neužívá. Naopak v moderní angličtině se prakticky výhradně „vyká“ (you, your) – tykání (thou, thine) se omezuje na náboženské nebo záměrně archaicky znějící texty a proslovy. Zdvořilost se tudíž již nerozlišuje na úrovni tvarů slovesa a zájmena, ale podobný společenský rozdíl jako mezi tykáním a vykáním spočívá v používání křestních jmen nebo příjmení v oslovení, případně v používání neformálního nebo formálního jazykového rejstříku.
Rozlišování tykání a vykání existuje např. v jazycích románských a germánských. V orientálních jazycích (zejména je to patrné v japonštině, platí to ale i pro korejštinu a další jazyky) existují dva nebo více způsobů časování sloves (prostá a zdvořilá forma, případně mnohem rozvinutější systémy tříd zdvořilosti).
Slova „tykání“ a „vykání“ jsou odvozena od zájmen druhé osoby jednotného čísla (ty) a množného čísla, respektive zdvořilého (vykacího) tvaru jednotného čísla (vy).
V esperantu se tykání a vykání záměrně nerozlišuje (stejně jako se v druhé osobě nerozlišuje jednotné a množné číslo), v učebnicích se navíc tento fakt často opisuje formulací typu „vždy se vyká“ – tento způsob formulace má naznačovat vzájemnou úctu mezi esperantisty. Osobní zájmeno druhé osoby jednotného i množného čísla vi je také zřetelně odvozeno od slovanských a románských zájmen pro druhou osobu množného čísla. Podobně imperativ je obvykle označován jako „jussiv“ (dalo by se přeložit jako způsob žádací), což má poněkud zmírnit strohý rozkaz imperativu ve zdvořilou prosbu.

## Jazyková podoba tykání avykání včeštině
V češtině se používá oslovení pomocí 2. osoby množného čísla, ovšem ne všechny mluvnické kategorie se důsledně převádějí do množného čísla:
- V množném čísle se používají osobní a přivlastňovací zájmena (vy, váš) a slovesa s výjimkou jmenných tvarů (příčestí).

- V jednotném čísle zůstávají přídavná jména a příčestí.

- V češtině se vyká zejména použitím mužského (mohl byste) a ženského (mohla byste) rodu. De facto je možné i použití středního rodu mohlo byste, to se ale prakticky vůbec nepoužívá (možné použití je děvče, mohlo byste…). Spojení mohli byste se používá většinou k označení více lidí, lze je ale také použít jako univerzální rod, jako např. v internetových vyhledávačích nebo v knihách, kde není pohlaví osloveného vůbec zřejmé. Naopak spojení mohly byste, popřípadě mohla byste, se používají výhradně pro oslovení více osob.

| Tykání                          | Vykání                            | Oslovení více lidí |
| ------------------------------- | --------------------------------- | ------------------ |
| ty děláš                        | vy děláte                         | vy děláte          |
| dělal jsi dělala jsi            | dělal jste dělala jste            | dělali jste        |
| jsi hodný jsi hodná             | jste hodný jste hodná             | jste hodní         |
| byl jsi přijat byla jsi přijata | byl jste přijat byla jste přijata | byli jste přijati  |

Oproti češtině je ve většině ostatních slovanských jazyků převádění do množného čísla důslednější (např. slovenské boli ste prijatý, nikoliv bol ste prijatý – tento tvar je považovaný za nezdvořilý, ne-li urážlivý).

## Pravidla vykání atykání
Pokud si dvě osoby vykají, tykání by měla vždy navrhovat osoba tzv. společensky významnější, tedy starší osoba nebo nadřízený. Některé zdroje uvádějí mezi „společensky významnějšími“ osobami ženy, ale tento pohled je spojen jen s určitými etnickými a národnostními skupinami. Nicméně pokud jde o priority mezi těmito skupinami, není společenská konvence zcela jednoznačná. Zpravidla se soudí, že ženě, jako slabší bytosti, by mělo být dáno právo určovat vývoj společenského vztahu, a měla by tedy tykání navrhovat jako první. Tento názor je ovšem nejednoznačný, a proto není pravidlem.
Pokud někdo navrhne tykání, je možné to slušně odmítnout a navrhující by to měl přejít. Důležitá je v tomto případě společenská vnímavost, protože jak navrhující, tak odmítající se zde pouštějí na „tenký led“.
Tykání může navrhnout i mladší staršímu či podřízený nadřízenému, ale pouze v případě, že žádá, aby dotyčná osoba tykala, zatímco sám hodlá zůstat u vykání.

## Tykající skupiny
Tykání je vyjádřením faktu, že se dané osoby znají nebo jsou na podobné společenské úrovni. V převážné většině případů si tykají tyto osoby:
- příbuzní, vesměs i poměrně dosti vzdálení. V dnešní době téměř bezvýhradně děti tykají svým rodičům. Výjimkou bývají královské páry, kde si manželé (alespoň na veřejnosti) většinou vykají.
- děti mezi sebou
- kamarádi
- studenti. Zpravidla si tykají i studenti vysokých škol, i když je mezi nimi výrazný věkový rozdíl.
- v některých profesích a oborech spolupracovníci, jsou-li na stejné pozici a stejně staří
- tykání je pravidlem v některých organizacích, klubech nebo zájmových spolcích (např. Mensa, Sokol, Skaut)
- v době socialismu se komunistická strana snažila propagovat, že si všichni lidé mají tykat, protože všichni jsou si rovni.[zdroj?] Tato myšlenka se však neujala nejspíše proto, že rovnost ještě neznamená, že postoj jednoho člověka k druhému je pokaždé stejně otevřený.[zdroj?]
- většinou si (i při prvním setkání) tykají také příslušníci stejných zájmových skupin – např. vodáci, trampové/zálesáci, horolezci, profesionální řidiči kamionů a autobusů, spoluvězni a podobně.

## Sporné případy
- Děti zpočátku výhradně tykají, teprve v určitém věku postřehnou rozdíl v těchto jazykových figurách. Pak pro ně nastává problém, u kterého „strejdy“ může zůstat u tykání.
- V některých případech (na pracovišti, učitel studentovi) se jako společensky nejpříznivější jeví vykání s užitím křestního jména osloveného, protože jde o formu zároveň přátelskou a zároveň zdvořilou (např. Stihl jste to napsat, Petře?).
- Pokud si člověk není jistý, je vždy lepší dodržovat vykání. Sice se tím může navodit příliš formální vztah, ale nemělo by dojít k urážce či podobné újmě.

## Střídání tykání avykání
Střídat tykací a vykací formu u téhož člověka je ve většině případů společensky nepřípustné. Zpravidla k němu dochází, pokud si mluvčí není jist svým postavením k oslovenému. Pokud se toho dopouští nevědomky nebo omylem, neměl by z toho být vyvozován zlý úmysl, ale dotyčná osoba by měla vyjádřit svoji preferovanou formu.
Přesto lze střídání někdy akceptovat jako společensky vhodné:
- Lékař (zejména např. urolog, gynekolog) by měl vždy vykat pacientovi při prohlídce, i když je to jeho známý.
- Televizní či rozhlasoví moderátoři si ve vysílání někdy navzájem vykají, přestože v soukromém životě si tykají.
- Ve školství se mohou v pozici žák (student)-učitel setkat příbuzní nebo známí – pak je vhodné veřejné školní vykání jako příznak rovného postavení všech studentů a jako důkaz, že dotyčný žák nemá protekci.

## Nereciproční tykání
Pokud jedna osoba ve vztahu tyká a druhá vyká, je k tomu třeba mít pádný důvod. K nerecipročnímu tykání dochází:
- Mezi učitelem a žákem základní (a často i střední) školy. Problém může nastávat na střední škole, kde vykání učitele může nezkušené žáky zpočátku mást. Situaci je třeba rozhodnout podle společenského klimatu v dané třídě.
- Nadřízený by měl svému podřízenému nereciproční tykání navrhnout, nikoli to považovat za samozřejmost.
- Pokud má někdo pocit, že mu nadřízený tyká, aniž by na to měl právo, navrhuje se odpovědět mu rovněž tykáním. Dotyčného to sice pravděpodobně urazí[zdroj?], ale příště už si dá pozor.

## Tykání jako řečnická figura
Tykací forma je běžná v některých příslovích, rčeních či úslovích a nelze ji převádět do vykání.
- Neříkej hop, dokud nepřeskočíš. (Lze ale vhodně uvést např. řečnickou otázkou: Víte, jak se to říká? – Neříkej hop…)

Tykání se užívá v afektu a v příkazech.
- Ty vole!
- Stůj, nebo střelím!

Tykání se někdy užívá v seznamovacích inzerátech, aby se ukázala vstřícnost zamýšleného vztahu.

## Vykání jako řečnická figura
Užívá se např. k upoutání pozornosti osloveného.
- Pane kolego, mluvte srozumitelně!

## Opisné formy
V nápisech se často objevují opisné formy, které se vyhýbají přímému vykání nebo tykání.
- Po vhození mince se rozsvítí světlo na znamení povolení vstupu.

Opisnou formu je vhodné použít také v případě setkání s osobou po velmi dlouhé době, pokud nepanuje jistota ohledně společenského postavení.
- Omlouvám se, ale nemohu si vybavit, odkud se známe.